# Hofanlage Schmalenbecker Straße 14
Die Hofanlage Schmalenbecker Straße 14 in der niedersächsischen Gemeinde Grasberg-Schmalenbeck im Landkreis Osterholz stammt aus der ersten Hälfte des 19. Jahrhunderts. Aktuell (2025) wird sie zum Wohnen, als Atelier und Ferienhaus genutzt.
Das Gebäude steht unter Denkmalschutz (siehe auch Liste der Baudenkmale in Grasberg).

## Geschichte und Beschreibung
Der Ort Schmalenbeck wurde 1762 im Rahmen der Moorkolonisierung des Teufelsmoores durch Jürgen Christian Findorff gegründet.
Die Hofanlage besteht aus
- dem eingeschossigen giebelständigen Wohn- und Wirtschaftsgebäude von 1835 (Inschrift) und Zweiständer-Hallenhaus in Fachwerk mit Steinausfachungen und reetgedecktem Krüppelwalmdach, dem typischen Niedersachsengiebel mit Uhlenloch, Pferdeköpfen und Grooter Door mit Korbbogen,[2]
- der giebelständigen Scheune aus der Mitte des 19. Jahrhunderts in Fachwerk mit reetgedecktem Walmdach und Uhlenloch sowie Quereinfahrt,[3]
- dem Ziehbrunnen wohl aus der Mitte des 19. Jahrhunderts nördlich vom Haupthaus.[4]

Das Landesdenkmalamt befand u. a.: „… Hallenhaus, Ziehbrunnen und einer nordöstlich davon stehenden Scheune als Teil dieser Ansiedlung besteht aufgrund ihrer geschichtlichen und städtebaulichen Bedeutung … .“